# 피에르 니네
피에르 니네(Pierre Niney, 1989년 3월 13일 ~ )는 프랑스의 배우, 영화 감독, 각본가이다. 전기 영화 《이브 생로랑》(2014)에서 이브 생로랑 역을 연기해 제40회 세자르상 남우주연상을 수상했으며, 《프란츠》(2016), 《블랙 박스》(2021)로 두 차례 더 남우주연상 후보에 올랐다.

## 작품 목록

### 영화 출연
- 비밀일기 (2008)
- 디 벨레 (2008) - 프랑스어 더빙
- 아미 오브 크라임 (2009)
- 블랙 헤븐 (2010, L'Autre Monde)
- 스노우 오브 킬리만자로 (2011)
- J'aime regarder les filles (2011)
- 라이크 브라더스 (2012, Comme des frères)
- 서른아홉, 열아홉 (2013)
- 이브 생로랑 (2014) - 이브 생로랑 역
- 인사이드 아웃 (2015) - 프랑스어 더빙
- 프란츠 (2016)
- 새벽의 약속 (2017)
- 러빙 빈센트 (2017) - 목소리
- 얼리맨 (2018) - 프랑스어 더빙
- 토이 스토리 4 (2019) - 프랑스어 더빙
- 아망떼 (2020)
- 블랙 박스 (2021, Boîte noire)
- 배드 가이즈 (2022) - 프랑스어 더빙

### 연출 및 각본
- Pour le rôle (2013) - 단편
- Casting(s) (2013-15) - 시트콤